# معجون

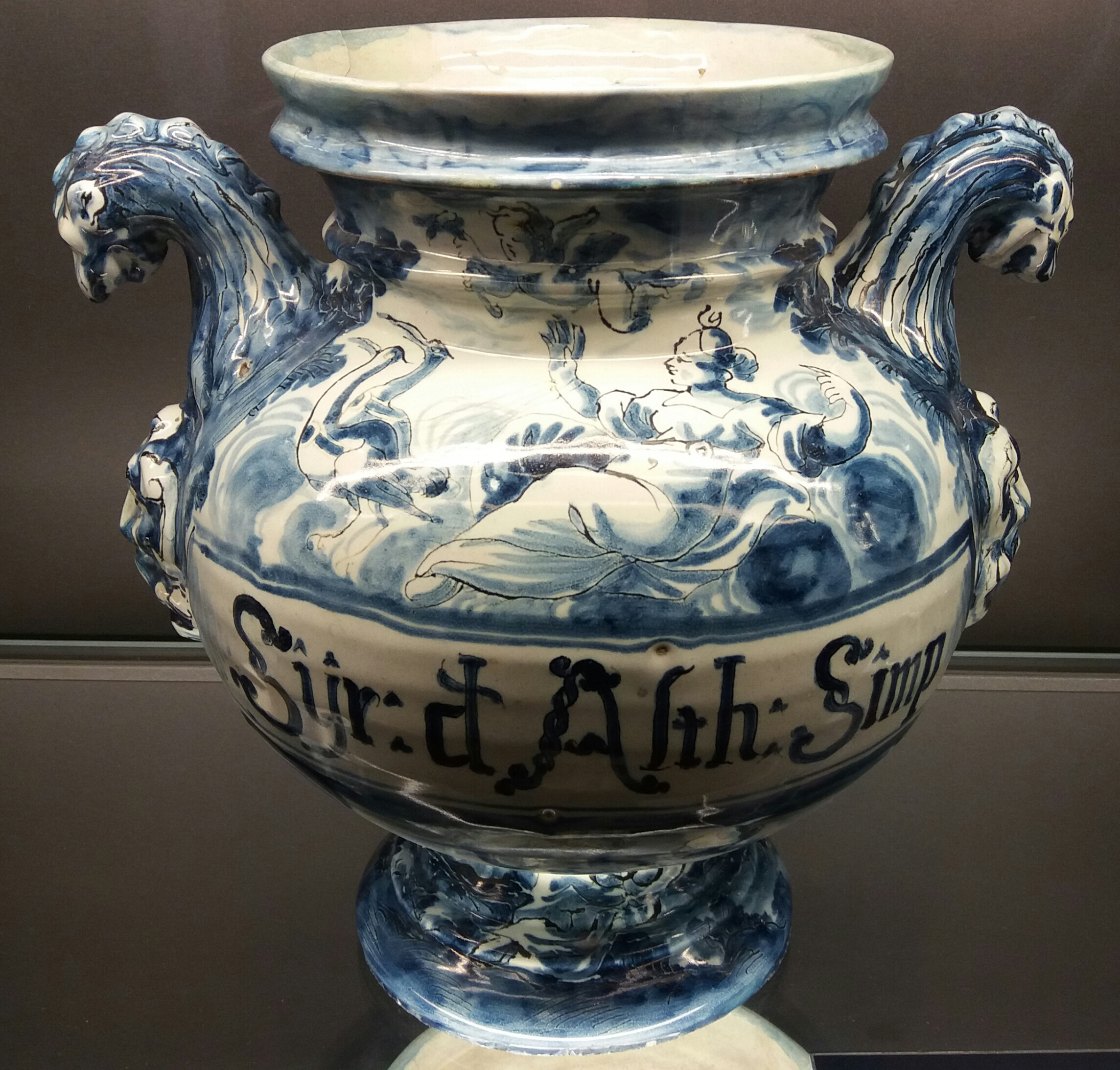
کوزه حاوی معجون درمانی

معجون، به دارویی سنتی گفته می‌شود که با عسل یا فانید مخلوط شده باشد. در عربی، جمع آن معاجین خوانده می‌شود.
معجون‌ها در قرابادین‌های پزشکی سنتی بخش بزرگی را به خود اختصاص داده‌اند.
معجون‌ها را نمی‌شود با توجه به خواص آن‌ها دسته‌بندی کرد. چرا که بعضی از معجون‌ها خواص متعددی دارند، مثلاً: معجون سوطیرا. در بعضی کتاب‌های قرابادین بعضی دسته‌بندی‌هایی در این خصوص انجام داده‌اند که جامع نمی‌باشد. معجون‌ها در دنیای جادو نیز مشهور هستند و گفته می‌شود با خواص جادوی آن‌ها می‌شود بسیاری از کارهای غیرممکن را انجام داد.

## تهیه و موارد استفاده
معجونها به عنوان یکی از اشکال دارویی در نظر گرفته می‌شدند، زیرا در آنها خواص دارویی وجود داشت و برای بیماران تجویز می‌شد. فقط پزشکان داروساز و افراد متبحر با دانش و دارای مجوز عالی می‌توانستند آنها را ترکیب و تهیه کنند. یکی از این معجونهای معروف تریاق بود که ترکیبات آن می‌توانست در تریاق ساده از ۴ نوع دارو تا ۷۸ دارو برای تریاق نیکوستراتو متغیر باشد. در سیستم آشپزخانه اسپانیایی قرن شانزدهم، دسرهایی با نام letuario de naranjas وجود داشت که از جوشانده داروهای مختلف با عسل تهیه می‌شد. از رایج‌ترین آنها می‌توان به دیاسیترون اشاره کرد.

## تریاق‌ها
- تریاق اربعه
- تریاق مثرودیطوس
- تریاق فاروق

## فهرست معجون‌های مشهور
1. معجون ابوماهر
2. معجون اثاناسیا الصغری
3. معجون اثاناسیا المعموله
4. معجون اذاراقی
5. معجون ارسطو
6. معجون از ابن هبل
7. معجون اصطمحیقون
8. معجون اصفر سلیم
9. معجون اطریفل اسطوخودوس
10. معجون اطریفل افتیمونی
11. معجون اطریفل زمانی
12. معجون اطریفل صغیر
13. معجون اطریفل کبیر
14. معجون اطریفل کشنیزی
15. معجون اطریفل ماهان
16. معجون اطریفل مسهل
17. معجون اطریفل مقل ملین
18. معجون اطریفل مقل
19. معجون اعظم (اسود ـ کندری)
20. معجون افسنتین
21. معجون البنداریقون
22. معجون الخبث
23. معجون الصرع
24. معجون الضبغه العرجاء
25. معجون القفطارغان الاصغر
26. معجون القفطارغان الاکبر
27. معجون الکمونی
28. معجون اللولو
29. معجون المشک
30. معجون امروسیا: معجونی از تألیفات بقراط بوده‌است. امروسیا به لغت یونانی به معنی حابس‌المواد است. ترکیب آن: تخم هویج بیابانی، زیره کرمانی، عیدان البلسان، سلیخه، قردمانا، فقاح اُذخر، تخم کرفس، دارفلفل، قسط تلخ، فلفل سفید، مرّ صاف، حب الغار، وج، زعفران، عسل
31. معجون انقردیا
32. معجون برتراشه
33. معجون برشعشاء
34. معجون برشعشاء
35. معجون بزور
36. معجون تریاق المعده
37. معجون تریاق برأ الساعه
38. معجون تمری
39. معجون ثوم
40. معجون جالینوس
41. معجون جلالی
42. معجون جنطیانا
43. معجون چوب چینی
44. معجون حافظ الاجساد
45. معجون حب القطن
46. معجون حلتیت
47. معجون خیارشنبر
48. معجون دبیدالورد
49. معجون دحمرثا
50. معجون دواء الخطاطیف
51. معجون دواء السنه
52. معجون دواء الکبریت
53. معجون دواء الکرکم صغیر
54. معجون دواء الکرکم کبیر
55. معجون دواء اللّک الاکبر
56. معجون دواء اللّک الصغیر
57. معجون دواء المشک بارد
58. معجون دواء المشک تلخ
59. معجون دواء المشک شیرین
60. معجون راح المومنین
61. معجون ربع
62. معجون ربع دیگر
63. معجون ربع
64. معجون رشته
65. معجون ریاح بواسیر و...
66. معجون زبیب
67. معجون زرعونی
68. معجون زوفا
69. معجون سرور
70. معجون سفرجلی مسهل
71. معجون سفرجلی
72. معجون سقراط
73. معجون سنجرنیا
74. معجون سورنجان
75. معجون سوطیرا یا رهایی‌بخش بزرگ، یک معجون همه‌کاره بوده‌است و از سلیخه (دارچین ختایی)، اذخر(گورگیاه) (گورگیاه)، گند بیدستر، بذر کرفس کوهی، کاشم رومی، کوشنه، دارچین، قرص ادرومعموا، میعه سایله، اسارون (برباله)، انیسون (رازیانه شامی)، تریاک، فلفل سفید، دارفلفل (فلفل دراز)، سنبل، هل، زعفران و عسل تهیه می‌شد.
76. معجون سیسالیوس
77. معجون شلیثا
78. معجون شهریاران
79. معجون صرع
80. معجون عقرب
81. معجون عود غیر ملین
82. معجون عود ملین
83. معجون فلاسفه
84. معجون فلونیای خاصه
85. معجون فلونیای رومی
86. معجون فلونیای فارسی
87. معجون فلونیای مجرب
88. معجون فلونیای محمودی
89. معجون فیقرا
90. معجون قابض
91. معجون قباد الملک
92. معجون قفی
93. معجون کاسکبینج
94. معجون کاکنج
95. معجون کلکلان الاکبر
96. معجون کلکلانج الاصغر
97. معجون للقولنج الریحی
98. معجون ماسل البول
99. معجون مبهّی
100. معجون مخلص اکبر (سوطیرا)
101. معجون مصطکی: برای بیماری‌های روده استفاده می‌کردند و از سنا مکّی،مصطکی، و عسل ترکیب می‌شد.
102. معجون مقل
103. معجون ملوکی
104. معجون منقول
105. معجون نجاح
106. معجون نوش داروی لولوی
107. معجون نوش داروی هندی
108. معجون یدالله

### معجون‌های مسهل یا ایارج
ایارج، نامی کلی برای هر داروی اسهال دهنده‌ٔ درمانی بود. معنی تحت‌اللفظی ایارج، داروی خدایی است. اطلاق کلمه ایارج در اول، فقط مخصوص ایارج روفس بود، ولی بعدها این نام بر دیگر معجون‌های مسهل نیز تسرّی یافت. ایارج‌ها از آن جهت به وجود آمده و توسعه یافتند که داروهای اسهالی مفرد، زیان‌هایی در برداشتند. مثلاً اسهال پیه هندوانه ابوجهل شدید بود و داورهایی لازم بود که همراه آن باشد تا اثر آن را تعدیل نماید.
ایارج‌های مشهور:
1. ایارج ارکاگانیس
2. ایارج اندروماخس
3. ایارج بقراط
4. ایارج ثیادریطوس الاکبر
5. ایارج جالینوس
6. ایارج روفس
7. ایارج فیقرا
8. ایارج لوغاذیا: عمود ترکیب در این معجون ریشه گیاه خربق سیاه است[۲]. و موطن اصلی آن کوه‌های آلپ می باشد که اکثراً از طریق روسیه وارد ایران می‌شود[۳]. دیگر ترکیبات آن عبارت بودند از: پیه هندوانه ابوجهل، پیاز دشتی برشته، قارچ چمنی، سقمونیا، خربق سیاه، اشه، سیر صحرایی، افتیمون، کمادریوس، مُقِّل، صبر زرد، آویشن، هوفاریقون (هزارچشم)، ساذج هندی، گندنای بیابانی، مریم‌نخودی کوهی، دارچین ختایی، فلفل سیاه، فلفل سفید، فلفل دراز، زعفران، دارچین، بسپایک، جاوشیر (گاوشیر)، سکبینه، جند بیدستر (خایه سگ آبی)، مرّ، بذر کرفس کوهی، زرآوند دراز، افشره افسنطین (خاراگوش)، فرفیون، سنبل‌الطیب، هل، زنجبیل، جنطیانا، اسطوخودوس، عسل